# U-763
| U-763                      | U-763                                                          | U-763                                                          |
| -------------------------- | -------------------------------------------------------------- | -------------------------------------------------------------- |
|                            |                                                                |                                                                |
|                            |                                                                |                                                                |
|                            |                                                                |                                                                |
| Під прапором               | Третій рейх                                                    | Третій рейх                                                    |
| Спуск на воду              | 16 січня 1943 року                                             | 16 січня 1943 року                                             |
| Виведений зі складу флоту  | 29 січня 1945 року                                             | 29 січня 1945 року                                             |
| Сучасний статус            | затоплений                                                     | затоплений                                                     |
| Проєкт                     |                                                                |                                                                |
| Тип ПЧ                     | Торпедний ДПЧ                                                  | Торпедний ДПЧ                                                  |
| Основні характеристики     |                                                                |                                                                |
| Швидкість (надводна)       | 17,7 вузла                                                     | 17,7 вузла                                                     |
| Швидкість (підводна)       | 7,6 вузла                                                      | 7,6 вузла                                                      |
| Робоча глибина занурення   | 100 м                                                          | 100 м                                                          |
| Гранична глибина занурення | 220 м                                                          | 220 м                                                          |
| Екіпаж                     | 47 осіб                                                        | 47 осіб                                                        |
| Розміри                    |                                                                |                                                                |
| Довжина найбільша (по КВЛ) | 67,1 м                                                         | 67,1 м                                                         |
| Ширина корпусу найб.       | 6,2 м                                                          | 6,2 м                                                          |
| Висота                     | 9,6 м                                                          | 9,6 м                                                          |
| Середня осадка (по КВЛ)    | 4,70 м                                                         | 4,70 м                                                         |
| Водотоннажність надводна   | 769 т                                                          | 769 т                                                          |
| Озброєння                  |                                                                |                                                                |
| Артилерія                  | одна палубна гармата калібру 88-мм, одна 20-мм зенітна гармата | одна палубна гармата калібру 88-мм, одна 20-мм зенітна гармата |
| Торпедно- мінне озброєння  | 4 носових і один кормовий ТА. 14 торпед або 26 мін             | 4 носових і один кормовий ТА. 14 торпед або 26 мін             |

U-763 — німецький підводний човен типу VIIC, часів Другої світової війни.
Замовлення на будівництво човна було віддане 15 серпня 1940 року. Човен був закладений на верфі суднобудівної компанії «Kriegsmarinewerft» у місті Вільгельмсгафен 21 січня 1941 року під заводським номером 146, спущений на воду 16 січня 1943 року, 13 березня 1943 року увійшов до складу 8-ї флотилії. Також за час служби входив до складу 3-ї, 33-ї та 24-ї флотилій.
Човен зробив 4 бойових походи, в яких потопив 1 судно.
Затоплений власним екіпажем 29 січня 1945 року на верфі Schichau в Кенігсберзі через неможливість занурення та евакуації човна після радянської повітряної атаки, проведеної 24 січня.

## Командири підводного човна
- Капітан-лейтенант Ернст Кордес (13 березня 1943 — 31 жовтня 1944);
- Лейтенант-цур-зее Курт Браун (серпень 1944 — жовтень 1944)
- Оберлейтенант-цур-зее Карл-Гайнц Шретер (1 листопада 1944 — 29 січня 1945)

## Потоплені та пошкоджені кораблі[3]
| Назва       | Тип                | Належність      | Дата         | Тоннаж (БРТ) | Вантаж | Статус    | Місце                                                      |
| Glendinning | суховантажне судно | Велика Британія | 5 липня 1944 | 1 927        | Баласт | потоплено | 50°32′ пн. ш. 00°22′ зх. д. / 50.533° пн. ш. 0.367° зх. д. |